# Irdning-Donnersbachtal
Irdning-Donnersbachtal – gmina targowa w środkowej Austrii, w kraju związkowym Styria, w powiecie Liezen. Według Austriackiego Urzędu Statystycznego liczyła 4137 mieszkańców (1 stycznia 2019).